# ギド・ピサーロ
ギド・エルナン・ピサーロ・デメストリ（Guido Hernán Pizarro Demestri、1990年2月26日 - ）は、アルゼンチン・ブエノスアイレス出身のプロサッカー選手。サッカーアルゼンチン代表。UANLティグレス所属。ポジションはMF(DMF)。

## 経歴

### クラブ
CAラヌースの下部組織で育成され、2009年にトップチームデビュー。
2013年7月、メキシコのUANLティグレスに移籍。主力選手として2015年と2016年のアペルトゥーラ連覇に大きく貢献した。
2017年7月、ラ・リーガのセビージャFCに移籍。1シーズンでリーグ戦24試合を含む公式戦40試合に出場した。
2018年6月7日、古巣UANLティグレスに復帰。移籍金は840万ユーロとみられている。

### 代表
2016年5月、コパ・アメリカ・センテナリオに参加するアルゼンチン代表の暫定メンバーに選ばれたが、最終メンバーには残れなかった。11月のブラジル戦とコロンビア戦でも召集されたが、出番はなかった。
2017年3月28日、ラパスで開催されたボリビア戦で念願のアルゼンチン代表デビューを果たした。
2018年5月、2018 FIFAワールドカップ暫定登録メンバー35人の一人に選ばれたが、最終登録メンバー23人からは外れた。

## タイトル
UANLティグレス
- リーグMX: アペルトゥーラ 2015, アペルトゥーラ 2016, クラウスーラ 2019
- コパ・メヒコ: クラウスーラ 2014
- カンペオン・デ・カンペオーネス: 2016, 2018

個人
- リーガMXベストイレブン: アペルトゥーラ 2015, アペルトゥーラ 2016-17